# Younghusbandova expedice
Younghusbandova expedice (také Britská expedice do Tibetu) byla britskou vojenskou výpravou do Tibetu v letech 1903-1904, kterou vedl plukovník Francis Younghusband.

## Nástin událostí
Expedice usilovala především o zamezení potenciálních mocenských zájmů Ruské říše v Tibetu. Proto si chtěla upevnit postavení a vliv v jednom ze státních útvarů sousedících s Britskou Indií, s podobným zdůvodněním jaké bylo uvedeno u britské invaze do Afghánistánu dvacet let předtím.

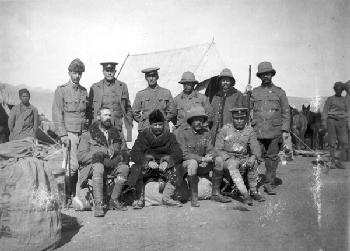
Plukovník Younghusband vede své oddíly do Lhasy (1904)

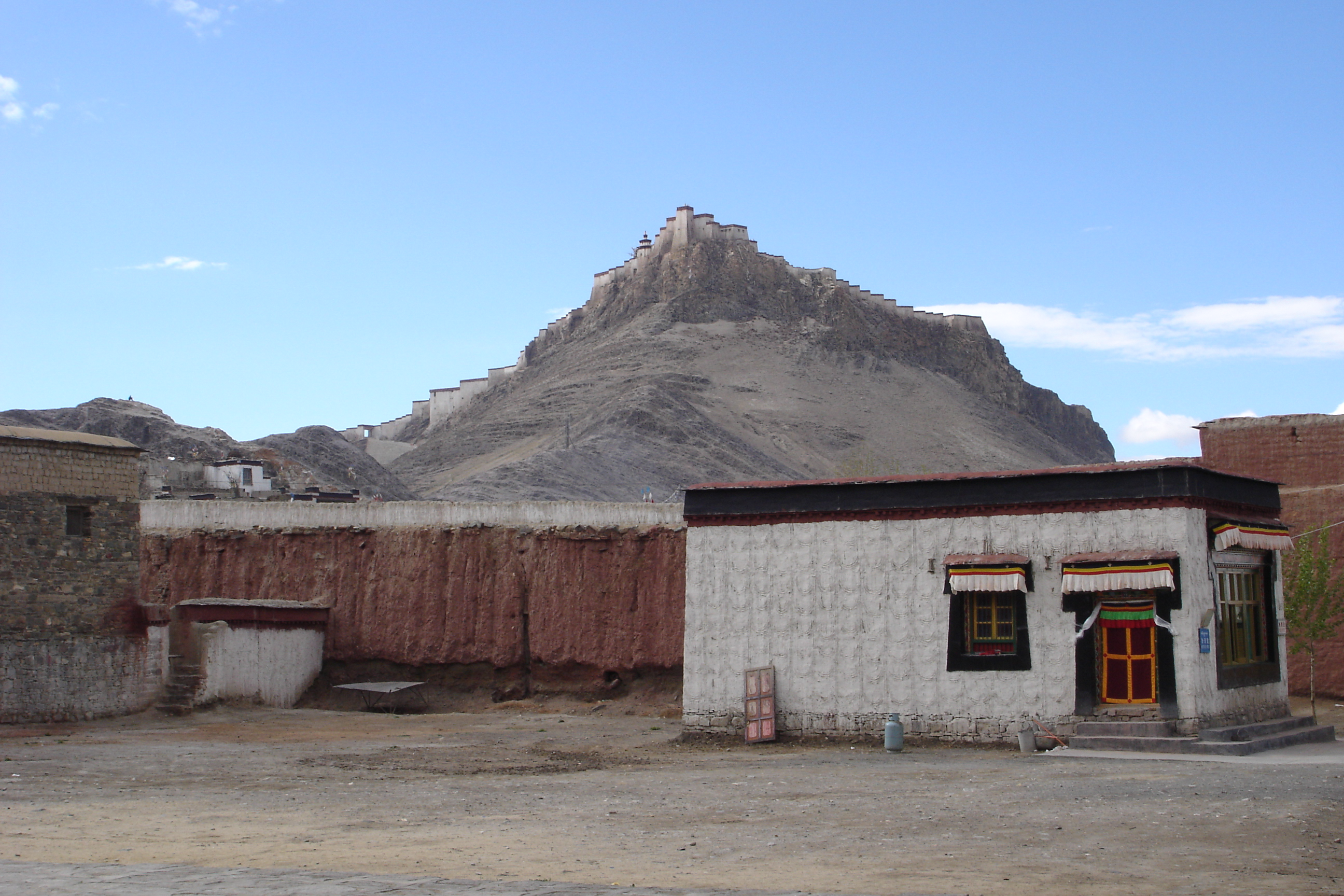
Pevnost v Gjance, dobytá Brity během jejich postupu na Lhasu

Od července 1903 tak Britové formovali své oddíly v indickém Gangtoku. Následnou výpravu vedl plukovník Francis Younghusband. Moderně vyzbrojené jednotky čítaly na tři tisíce mužů a dalších sedm tisíc šerpů. Tibeťané vědomi si síly protivníka, učinili pokus o dohodu, se kterou Younghusband vyslovil předběžný souhlas. K válečným střetům přesto došlo. K masakru civilního obyvatelstva mělo dojít například 31. března 1904 v průsmyku u vesnice Guru, kde Britové postříleli neútočící vesničany. Younghusband pak telegrafoval indickému velení:
| „                 | Věřím, že tento obrovský trest bude prevencí pro budoucnost a přiměje je podrobit se. | “ |
| — F. Younghusband |                                                                                       |   |

Třináctý dalajláma Thubtän Gjamccho před dobytím Lhasy uprchl do Urgy ve Vnějším Mongolsku.

## Anglo-tibetská dohoda
Po dobytí Lhasy byla v září 1904 podepsána anglo-tibetská dohoda, která Velké Británii zajišťovala pozici protektora a mnoho hospodářských výhod. Na tibetské straně dohodu podepsali jak světští, tak i představitelé klášterů Sera, Däpung a Gandän, kteří se jevili probritsky orientovaní. Tibet měl otevřít hranice mezi královstvím Sikkim a Tibetem pro obchod, stejně jako zaplatit reparace britské vládě za nutnost vyslání této expedice. V Gjance bylo v roce 1904 založeno sídlo britského obchodního pověřence, které zde existovalo až do roku 1944. Tibet se dále zavázal, že bez britského souhlasu, neudělí žádné velmoci koncesi na stavbu železnic, telegrafní sítě či hloubení dolů. Tyto výhody nebyly ohroženy následnými smlouvami Velké Británie s Ruskem a Čínou.
Vojensky se stala expedice úspěšnou. Z politického hlediska se však setkala s odporem britského obyvatelstva.

## Následné bilaterální dohody
V roce 1906 v britsko-čínské dohodě se Britové vzdali práva na okupaci Tibetu a potvrdili, že nebudou zasahovat do jeho vnitřních záležitostí. Čína se recipročně zavázala, že tyto kroky neumožní žádné jiné velmoci.
V anglo-ruské dohodě z roku 1907 uznala britská strana, že Tibet je svrchovaným územím Číny a zřekla se dalších diplomatických aktivit ve Lhase. Učinila také slib, že s Tibetem bude nadále jednat jen prostřednictvím čínské strany.
Po odchodu čínských jednotek z Tibetu v roce 1912 byla až do 40. let 20. století britská posádka jedinou zahraniční vojenskou složkou přítomnou na tomto území.